# Zosterop de Woodford
El zosterop de Woodford (Zosterops superciliosus) és un ocell de la família dels zosteròpids (Zosteropidae).

## Hàbitat i distribució
Habita boscos i vegetació secundària de l'illa Rennell, a les illes Salomó sud-orientals.

## Taxonomia
Ha estat inclosa a l'obsolet gènere Woodfordia, però actualment es considera un membre del gènere Zosterops.